# Az éhezők viadala (film)
Az éhezők viadala (eredeti cím: The Hunger Games) 2012-ben bemutatott sci-fi-kalandfilm Gary Ross rendezésében. A forgatókönyvet Suzanne Collins azonos című regénye alapján Collins, Gary Ross és Billy Ray írta. A főszerepekben Jennifer Lawrence, Josh Hutcherson és Liam Hemsworth látható.

## Rövid történet
Katniss önként átveszi húga helyét az Éhezők Viadalán, ami a televízióban közvetített, életre-halálra menő verseny. Ez később a fennálló elnyomás elleni felszabadító harccá alakul át.

## Cselekmény

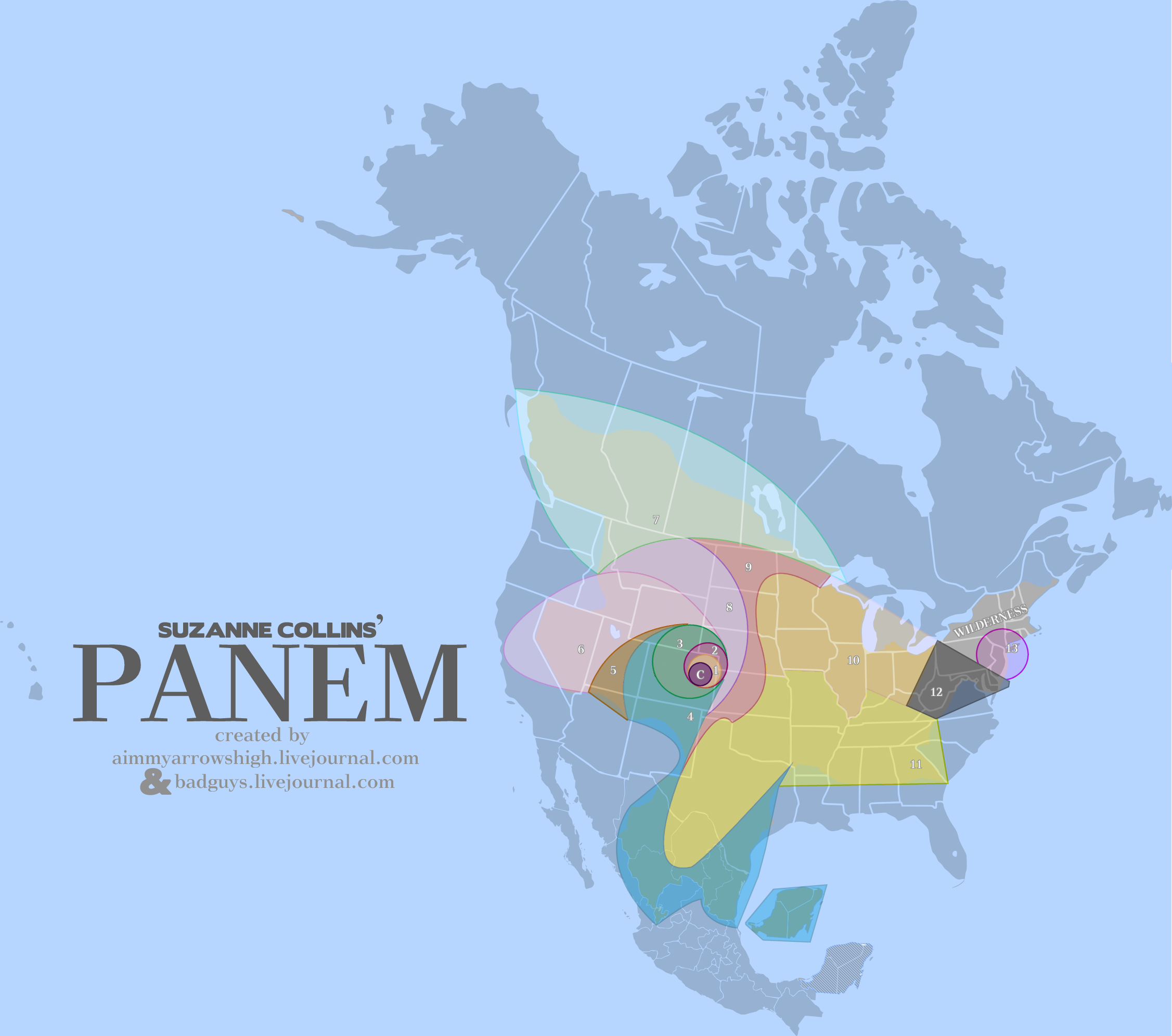
Panem térképe

A nem túl távoli jövőben Amerika már a múlté, a helyén Panem országa található az azt irányító zsarnoki Kapitóliummal és tizenkét távoli körzetével. A történet középpontjában a tizenhat éves, talpraesett Katniss Everdeen áll. Anyukájával és tizenkét éves húgával él Panem tizenkettedik körzetében. A minden évben megrendezésre kerülő "Éhezők Viadalára" Panem minden körzetéből egy-egy 12 és 18 év közötti fiút és lányt választanak ki, hogy azok élet-halál harcot vívjanak a fényűző, és a körzeteket irányító Kapitólium városában. A kiválasztás reggelén Katniss húgát, Prim nevét húzzák ki a tarsolyból, ám ekkor Katniss önként jelentkezik arra, hogy húga helyett ő vegyen részt a Viadalon. A másik kiválasztott, Peeta Mellark, a helyi pék fia, de Katniss nem kedveli. A kiválasztás után bevezetik Katnisst egy szobába, ahol a családja és Gale elköszönnek tőle. Vonattal viszik őket a Kapitóliumba, az út alatt megismerkednek Haymitch Abarnathy-vel, az iszákos mentorukkal. A mentor dolga, hogy felkészítse a körzete kiválasztottait arra, hogy mi vár rájuk az arénában. Mikor megérkeznek a Kapitóliumba, mindketten kapnak egy felkészítő csapatot, akik a megjelenésükről gondoskodnak a Kapitóliumban töltött idő alatt. Katniss Cinnát kapja, akivel hamar összebarátkoznak.
A Caesar Flickermannal készített interjúban Peeta hirtelen bevallja, hogy szerelmes Katnissbe, amitől Katniss nagyon feldúlt lesz, mert azt hiszi, hogy a fiú ezzel akarja őt szabotálni. Haymitch szerint ez még jól fog jönni a későbbiekben, mert az emberek megkedvelik őket, és különböző tárgyakkal, étellel és gyógyszerekkel segítenek majd nekik.
A versenyzők részt vesznek egy bemutatón, ahol meg kell mutatniuk a szponzoroknak hogy mi az erősségük, és azok teljesítményük alapján pontozzák őket.
A viadal reggelén Katnisst egy szobába kísérik, ahol Cinna előkészíti és elbúcsúzik tőle, aztán a lányt felengedik a többi versenyző közé.
Az aréna egy erdőben van, és egy pár méterre tőlük található a Bőségszaru, ahonnan a visszaszámlálás után fegyvereket és egyéb felszerelést szerezhetnek, de már itt többen egymást kaszabolják le.
Katniss rohan a felszerelésért, de mivel a 2. körzet kiválasztottja, Clove megtámadja, ezért csak egy táskát tud felvenni, mert menekülnie kell az erdőbe.
A táskában egy üres fémpalackot, mászókötelet és hálózsákot talált. Katniss elkezd vizet keresni, majd az éjszakát egy fán tölti el.
Eközben egy lány a közelében tüzet gyújt, mire megjelennek a Hivatásosak. Ekkor rájön Katniss, hogy Peeta is beállt közéjük. Később a lány megsebesül egy tűzben, és a Hivatásosak is üldözőbe veszik. Katniss egy fára menekül fel, azok utolérik őt. A csapat úgy dönt, nem szalasztják el a lehetőséget Katniss megölésére, ezért a fa alatt töltik az éjszakát, hogy alkalomadtán megölhessék a lányt.
Ezen az estén kapja meg Katniss első csomagját Haymitchtől, amit a szponzoroktól sikerült szerezni. A csomag egy krémet rejt, amit égett lábának kezelésére küldtek.
Reggel meglátja Rue-t az egyik szomszédos fán, aki egy darázsfészekre mutat Katniss feje fölött. Katniss felmászik a fészekhez, és látja, hogy azok nem átlagos darazsak, hanem nyomkövető vadászdarazsak, amiket génmódosítással hoztak létre. Ezeknek a darazsaknak a csípése hallucinációt, de halált is okozhat.
Katniss elkezdi levágni azt az ágat, amin a fészek van, hogy az leessen az alvók közelében. Mire sikerül levágnia a fészket tartalmazó ágat, ő is kap a csípésekből. Miután a fészek lezuhan, a Hivatásosok menekülni kezdenek, de az egyik lányt, Glimmert megölték a darazsak. Katniss a csípésektől kábultan ér földet, és elveszi a halott lánytól a nyilakat és az íjat, majd kábán menekülni kezd. A hallucinációk akadályozzák, Peeta rákiált, hogy meneküljön, majd nem sokkal később a lány összeesik.
Mikor Katniss felébred, a csípések helye levelekkel van betakarva, majd meglátja Rue-t, aki elmondja neki, hogy két napig eszméletlen volt, és hogy Peeta kiszállt a Hivatásosok közül, és a pataknál van.
Katniss szövetséget köt a lánnyal, és majd kitervelik, hogy elpusztítják a Hivatásosok élelemkészletét. Megbeszélik, hogy hol fognak találkozni, majd elindulnak. Rue több helyen tüzet gyújt, hogy odacsalja a többieket. Katniss odamegy, ahol a Hivatásosok gyülekeznek, és tárolják az ételt. Mivel az étel körbe van aknázva, ezért Katniss két nyíl kilövésével felrobbantja a raktárat. Ezután elindul a megbeszélt helyre, hogy találkozzon Rue-val. De mikor odaér, hallja a kislány kiáltását, a lány egy csapdába esett. Amikor kiszabadítja, megjelenik Marvel, és dárdával leszúrja Rue-t, még mielőtt végezne a fiúval Katniss. Miután a lány meghal, Katniss virágokat gyűjt, és körbe rakja velük a holttestét. Katniss elindul az erdőbe, de ekkor bejelentést kapnak. A Viadalnak mostantól két győztese lehet, ha a két játékos ugyanazon körzetből való. Ezután elindul Peeta keresésére. A fiút a pataknál találja, ahogy azt Rue mondta. Peeta lába nagyon megsebesült, meglehet, hogy haldoklik. Cato megvágta a lábát, mielőtt Peeta eljött a Hivatásosok közül. Keresnek egy búvóhelyet, amit egy barlangban találnak meg. Itt maradnak éjszakára és Haymitch küld nekik ételt azzal az üzenettel hogy:
Ezt nevezed te csóknak?
Ezzel arra utalt, hogy Katniss a barlangban arcon csókolta Peetát. Katniss egyből rájön, hogy ha enni akarnak, mit kell tennie.
Másnap este újabb bejelentést kapnak. Arról értesítik az életben maradt versenyzőket, hogy egy lakoma keretében a Bőségszarunál minden körzet életben maradt kiválasztottja megtalálja, amire most leginkább szüksége van. Katniss közli Peetával, hogy ő elmegy, mert biztos benne, hogy nekik a gyógyszerre van szükségük a legjobban. A fiú ellenkezik, és megkéri Katnisst, hogy maradjon vele. A lány marad, de mivel reggel látja, hogy Peeta rosszabbul van, elindul a gyógyszerért.
Mikor odaér a Bőségszaruhoz, Katniss megpillantja a négy táskát, amiken 12-es, 11-es, 2-es és 5-ös számok vannak. A rókaképű lány gyorsan elveszi a neki szánt 5-ös táskát, és eltűnik vele a fák között. Katniss is elindul a táskájáért, de ekkor Clove megtámadja. A lány tudja, hogy Katniss a Peeta életét megmentő gyógyszert viszi, ezért elkapja, hogy végezzen vele. Ám mikor már Katniss minden esélye elszállt, Thresh elkapja Clove-ot, és végez vele, ezzel megbosszulva Rue halálát. Katnisst hagyja futni, mert tudja, hogy védelmezte Rue-t.
Katniss visszatér a barlangba, és ellátja Peetát. Másnapra Peeta sebéből már csak egy kis vágás maradt. Katniss és Peeta elindul ételt keresni, nem sokkal azután, hogy kettéválnak, Katniss hallja az ágyúdördülést, ami egy kiválasztott halálát jelzi. A lány kétségbeesetten keresi Peetát. Amikor megtalálja, észreveszi, hogy a fiú mérges bogyót, „éjfürtöt” gyűjtött. A közelben a Rókaképű lány evett belőle, és rögtön meghalt. Elindulnak vissza a barlangba, de hirtelen beesteledik, ami azt jelzi, hogy a Kapitóliumban úgy döntöttek, hogy felgyorsítják az eseményeket. Az erdőből furcsa hangok jönnek, majd hallják az ágyú hangját, ami ezúttal Thresh halálát jelzi. Crane játékvezető parancsára hirtelen kutyára hasonlító lények támadnak rájuk, és ők elkezdenek menekülni. A Bőségszaruhoz érve felmásznak a tetejére, ahol Catóba ütköznek. Miután Catót letaszították a lények közé, Katniss végez vele, hogy ne kelljen szenvednie. Az ágyúdördülés után kisüt a nap, és újabb bejelentés érkezik. Az előző szabálymódosítást, miszerint már két versenyző is megnyerheti a Viadalt, visszavonták. Peeta felajánlja, hogy ölje őt meg Katniss, és menjen haza, mert így ő lesz a győztes. Katniss ebbe nem egyezik bele, majd Peeta kezébe adja a nála lévő éjfürtök egy részét, a másikat magánál hagyja. A fiú érti a célzást. Nem lesz a versenynek győztese: vagy mindketten életben maradnak, vagy egyikük sem. Mikor már a szájukhoz emelik a gyümölcsöt, újabb bejelentés érkezik, amiben közlik, hogy ők a 74. Éhezők Viadalának nyertesei. A bejelentés után Katniss megsúgta Peetának: ő tudta, hogy így lesz.
Haymitch elmondja Katnissnek, hogy nem tetszett Snow elnöknek a kis trükközése az éjfürtökkel. Két békeőr egy szobába kíséri Seneca Crane-t majd bezárják őt oda egy tál éjfürttel. Ez Snow elnök akaratát tükrözi. Az utolsó interjú előtt Haymitch felkészíti Katnisst, hogy ha Caesar Flickerman kérdezi, mi ösztönözte arra, hogy inkább megölje magát, mint hogy nyerjen, akkor azt kell mondania, hogy nem tudott volna Peeta nélkül élni. Katniss tudja, hogy nagy bajba kerültek a kis trükkjével.
A hazavezető úton Peeta megkérdezi Katnisst, mi fog történni, ha hazaérnek, mire a lány azt feleli, hogy próbálják meg elfelejteni, amivel arra utal, hogy nem szeretné tovább az "elátkozott szerelmespárt" játszani.
|  | Itt a vége a cselekmény részletezésének! |

## Szereplők

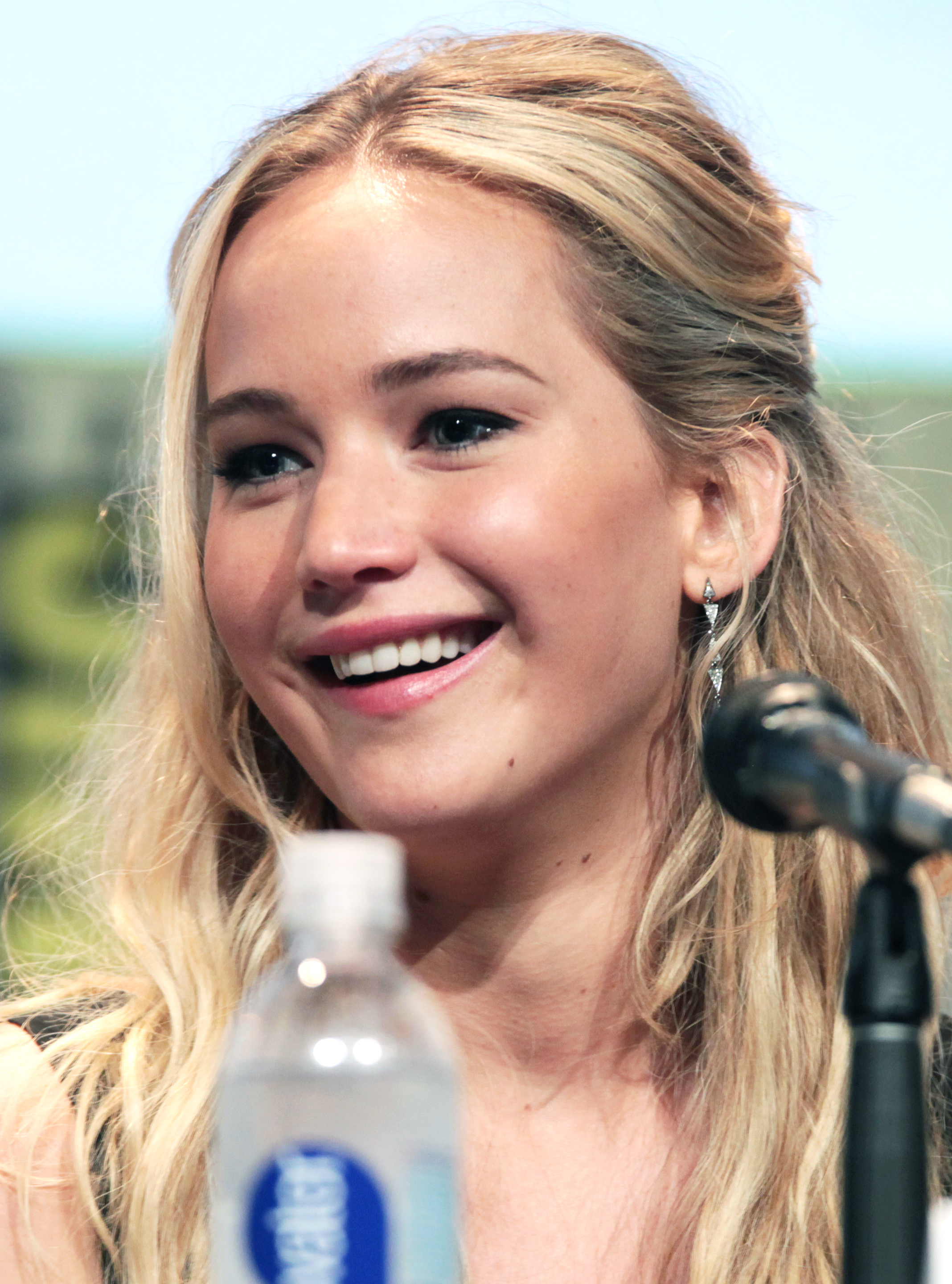
Jennifer Lawrence játssza Katniss Everdeent. A színésznő a szerep kedvéért festette barnára a szőke haját

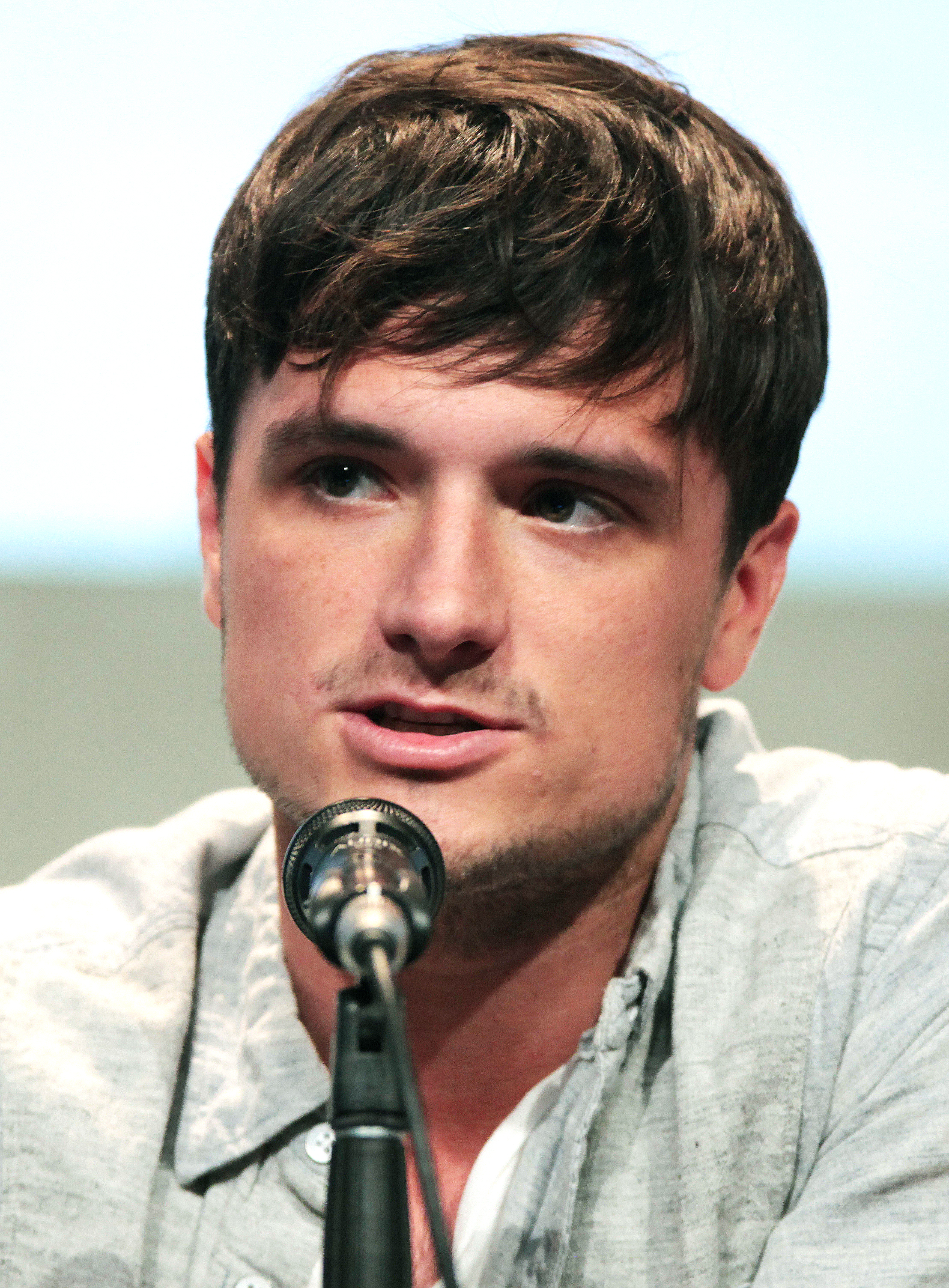
Josh Hutcherson alakítja Peeta Mellarkot

- Jennifer Lawrence – Katniss Everdeen, 16 éves lány, akit a 12. körzetből választottak ki[2]
- Josh Hutcherson – Peeta Mellark, a 12. körzet másik kiválasztottja[3]
- Woody Harrelson – Haymitch Abernathy, a 12. körzet kiválasztottainak mentora, volt bajnok[4]
- Willow Shields – Primrose Everdeen, Katniss húga
- Liam Hemsworth – Gale Hawthorne, Katniss legjobb barátja[3]
- Elizabeth Banks – Effie Trinket, Katniss és Peeta kísérője[5]
- Lenny Kravitz – Cinna, Katniss stylist-ja[6]
- Paula Malcomson – Katniss és Prim édesanyja
- Amandla Stenberg – Rue, a 11. körzet kiválasztottja, vele köt később szövetséget Katniss a viadal során.[7]
- Alexander Ludwig – Cato, a 2. körzet kiválasztottja és a Hivatásosak vezetője
- Dayo Okeniyi – Thresh, a 11. körzet másik kiválasztottja[7]
- Isabelle Fuhrman – Clove, a 2. körzet másik kiválasztottja, többször is próbálta megölni Katniss-t.
- Jacqueline Emerson – Rókaképű, az 5. körzet kiválasztottja
- Leven Rambin – Glimmer, az 1. körzet kiválasztottja
- Jack Quaid – Marvel, az 1. körzet másik kiválasztottja
- Donald Sutherland – Snow elnök, a Kapitólium és a körzetek vezetője[8]
- Stanley Tucci – Caesar Flickerman, műsorvezető[9]
- Wes Bentley – Seneca Crane, a 74. Éhezők Viadalának játékmestere
- Latarsha Rose – Portia, Peeta stylist-ja

## Forgatás
2010 novemberében jelentették be, hogy Gary Ross a film rendezője.Jennifer Lawrence-nek barnára kellett festenie szőke haját, mivel a könyvekben Katnissnek barna haja van.

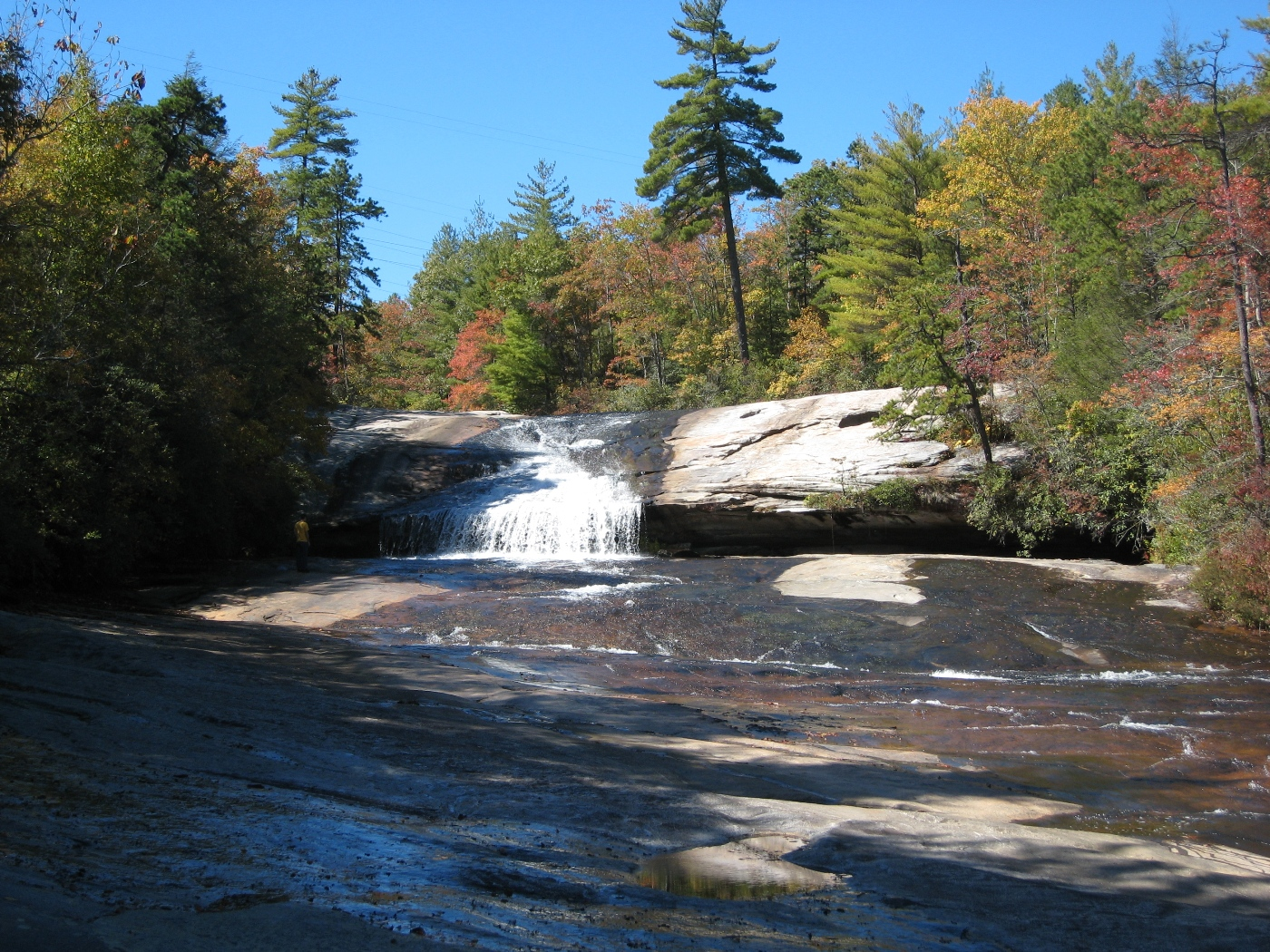
A filmben látható Upper Bridal Veil-vízesés

Kemény edzésbe kellett fognia, hogy az alakja megfelelő legyen. Ebben az edzésben sziklát és fát kellett másznia, parkourt kellett gyakorolnia és rengeteget futnia. De a legfontosabb az volt, hogy meg kellett tanulnia az íjászatot. Segítségként Khatuna Lorig olimpiai bronzérmes íjászt kérték fel, hogy tanítsa meg Lawrence-t az íjászatra.
Nem csak Jennifernek kellett megválnia eredeti hajszínétől, hanem két társának is, Josh Hutcherson-nak és Liam Hemsworth-nek is.
2011 májusában 75 milliós kiinduló költségvetéssel indult a forgatás.
A 12. körzetben játszódó jeleneteket egy Észak-Karolinai elhagyatott kisvárosban, Henry River Mill Village-ben vették fel.

### Forgatási helyszínek
- Hildebran, Észak-Karolina, USA
- Concord, Észak-Karolina, USA
- Black Mountain, Észak-Karolina, USA
- Ashville, Észak-Karolina, USA
- Henry River Mill Village, Észak-Karolina, USA

## Filmzene
A filmnek két albuma is megjelent. Az egyik a The Hunger Games: Songs from District 12 and Beyond, a másik a The Hunger Games: Original Motion Picture Score címet viselte. A Songs from District 12 and Beyond 2012. március 20-án jelent meg. Ezen olyan előadók, mint Maroon 5, Kid Cudi, Birdy dalai találhatók. Az Original Motion Picture Score 2012. március 26-án jelent meg az USA-ban.

### The Hunger Games: Song from District 12 and Beyond
Erről az albumról csak 3 dal volt hallható a film végén, a stáblista alatt. Taylor Swift énekli a The Civil Wars közreműködésével. A dal a Safe & Sound címet viseli, melyet a kritikusok és a rajongók egyaránt pozitívan fogadtak. Az iTunes-on mindössze 12 óra lepörgése alatt került a toplisták élére.

#### Dallista
1. Abraham's Daughter
2. Tomorrow Will Be Kinder
3. Nothing to Remember
4. Safe & Sound
5. The Ruler and the Killer
6. Dark Days
7. One Engine
8. Daughter's Lament
9. Kingdom Come
10. Take the Heartland
11. Come Away to the Water
12. Run Daddy Run
13. Rules
14. Eyes Open
15. Lover Is Childlike
16. Just a Game

### The Hunger Games: Original Motion Picture Score
Ezen inkább a hangszerel komponált dalok hallhatók, amik a filmben is elhangzottak. A Lionsgate eredetileg úgy jelentette be, hogy a filmzenét Danny Elfman és T-Bone Burnett fogja készíteni. Később Elfmant James Newton Howarddal helyettesítették.

#### Dallista
1. The Hunger Games
2. Katniss Afoot
3. Reaping Day
4. The Train
5. Entering the Capitol
6. Preparing the Chariots
7. Horn of Plenty
8. Penthouse/Training
9. Learning the Skills
10. The Countdown
11. Booby Trap
12. Healing Katniss
13. Rue's Farewell
14. We Could Go Home
15. Searching for Peeta
16. The Cave
17. Mutations
18. Tenuous Winners/Returning Home

## Eltérések a könyvtől
- Míg a filmben Caesar Flickerman olvassa fel a kiválasztottak pontját, a könyvben csak az adott versenyző képe alatt jelent meg a pontszáma, nem olvassa fel senki.
- A filmben Katniss családja egy kivetítővel nézik a Viadalt, míg a könyvben egy régi televízión.
- Snow elnök több szerepet kap a filmben, mint a könyvben.
- Míg a filmben Seneca Crane-t bezárják egy szobába egy tál éjfürttel, a könyvben csak a Futótűz című könyvben tudjuk meg, hogy kivégezték.
- A könyvekben Katniss és Gale bőre olajbarna színű és fekete hajuk van, a filmekben mindketten világos bőrűek és barna hajuk van.
- Katniss a könyvben szinte minden kiválasztottnál alacsonyabb, de filmben szinte mindegyiküknél magasabb.
- A filmben Katniss szeme kék, a könyvekben szürke színű szeme van.
- Peeta szeme kék, a filmben barna szeme van.
- Mikor Peeta Katnissnek adja a kenyeret, a könyvben 11 évesek, míg a filmben nem sokkal lehettek fiatalabbak az akkori koruknál.
- A filmben a bányászok mennek dolgozni a kiválasztás reggelén, a könyvben ezen a napon senkinek nem kellett dolgoznia.
- A könyvben Katniss majdnem egy órát tölthet el a családjával a kiválasztás után, míg a filmben éppen csak pár percet.
- A filmben Peeta apja nem látogatja meg Katnisst a ceremónia után, míg a könyvben igen.
- Katniss a kitűzőjét egy idős hölgytől kapja, a könyvben az ékszert Madge-től kapja, aki nem jelenik meg a filmben.
- A filmben Cinna titokban teszi fel a kitűzőt Katniss kabátjára, míg a könyvben minden kiválasztott vihetett magával valamit az arénába.
- Katniss a filmben azt hiszi, a hivatásosok csak az 1. körzetből jönnek, a könyvben tisztában van vele, hogy azok az 1., 2. és 4. körzetből jönnek.
- A filmben a lány a 4. körzetből a hivatásosokkal van, és Glimmerrel együtt hal meg a darazsaktól, míg a filmben végeznek a lánnyal a játék kezdeténél.
- Marvel halála különbözik a könyvbelitől.
- A filmben Katniss nem kap kenyeret a 11. körzetből Rue halála után, pedig a könyvben igen.
- Katniss a könyvben a robbanás után megsüketül az egyik fülére, míg a filmben nem.
- A könyvben Snow elnök nem dicséri meg Katniss kitűzőjét.
- A filmben Peeta valószínűleg tudta, hogy Katniss csak megjátszotta, mit érez a fiú iránt, míg a könyvben a hazafelé vezető úton egy heves vita bontakozik ki kettejük között a témáról.
- A filmben a 11. körzet lány kiválasztottját Rue-nak hívják, míg a könyvben Rutának.
- A könyvben, amikor Katniss trükközik a mérges bogyókkal, Peeta még egyszer "utoljára" megcsókolja, a filmben nem.
- A könyvben Peeta elveszti egyik lábát, míg a filmben nem.

## Reakciók

### Kritika
A film nagy részben pozitív kritikákat kapott. A Rotten Tomatoes 85%-ra pontozta, míg a Metacritic-en 67 pontot ért el a 100-ból.
Rengeteg kritikus dicsérte Jennifer Lawrence színészi tehetségét, de többi szereplő is pozitív kritikát kapott teljesítményére.
Rengeteg kritikus hasonlította össze a filmet és a könyvet is a Harry Potter és az Alkonyat könyv- és filmsorozattal. A kritikák szerint az a sorozat sokkal érettebb témákat dolgoz fel, mint két társa. Egyes kritikusok szerint a film jó, de hosszabb a kelleténél. Több honlap és kritikus illette a filmet a rasszista és szexista jelzőkkel. A könyvek szerzője, Collins tagadta ezeket a vádakat.
Sokan negatív kritikákkal illették Jennifer Lawrence alakját, miszerint a súly nem felel meg a karakterével. Manohla Dargis azt írta a filmről készített kritikájában, hogy "talán pár éve Ms Lawrence eléggé vékony volt a szerepéhez, de most 21 évesen már túl nőies és vonzó ahhoz, hogy úgy nézzen ki, mint aki éhezik, és ez rossz példát mutat a könyv disztópikus jövőképéről, ahol az emberek behódoltságig éheznek". A The Hollywood Reporter nevű oldal kritikusa szerint Lawrence-en túlhúzódott a "babaháj" időszaka. Többek szerint nem megfelelő egy éhező fiatal lány eljátszásához, mert az ő alakjával ez rossz példát mutat a fiatal lányoknak és nőknek.

## Bevételek
A film Amerikában 408 010 692 dollárt, míg a többi országban 278 522 598 dollárt hozott, ami világszerte 686 533 290 dollárt jelent. Ezzel a teljesítménnyel ez a film lett a Lionsgate legsikeresebb filmje. A film vetítésének első napján több mint 67 millió dollárt hozott. A vetítés első hetén több mint 152 milliót hozott.
Magyarországon 510 ezer dollárt hozott, ami több mint 112 millió forintot jelent.

## DVD megjelenés
A DVD 2012. augusztus 18-án került az amerikai boltok polcára. A legtöbb európai országban szeptember 3-án jelent meg. Magyarországon a Fórum Hungary forgalmazza, a film DVD-n és Blu-ray-en 2012. december 5-én jelent meg.

## Folytatás
A könyv-trilógia mindhárom részéből film készül. A második részt, 2013-ban mutatták be Futótűz címmel. A harmadik könyvet két részben mutatták be: A kiválasztott 1. rész (2014) és A kiválasztott Befejező rész (2015).